# Track Records
Track Records je anglické hudební vydavatelství založené v Londýně v roce 1966 Kitem Lambertem a Chrisem Stampem, pozdějšími manažery hard rockové kapely The Who. Nejúspěšnější umělci tohoto vydavatelství byli The Who, The Jimi Hendrix Experience, The Crazy World of Arthur Brown, Thunderclap Newman a Golden Earring. Ve svém raném období byla jednou z nejmodernějších a nejúspěšnějších nahrávacích společností ve Spojeném království. Činnost tohoto hudebního vydavatelství byla ukončena v roce 1978, ale znovu obnovena v roce 1999.

## Seznam umělců Track Records 1967–1978
- Arthur Brown
- Roger Daltrey
- Eire Apparent
- John Entwistle
- Andy Ellison
- Fairport Convention
- Golden Earring
- The Heartbreakers
- The Jimi Hendrix Experience
- Marsha Hunt
- John's Children
- The Parliaments
- Murray Roman
- Shakin' Stevens
- Pete Townshend
- Thunderclap Newman
- The Who
- John Otway and Wild Willy Barrett